# Элеваторный (Воронежская область)
Элева́торный — посёлок в Острогожском районе Воронежской области.
Входит в состав Гниловского сельского поселения.

## Население
| 2000 | 2005 | 2010 |
| ---- | ---- | ---- |
| 426  | ↘376 | ↗477 |

## Улицы
- ул. Луговая,
- ул. Рабочая,
- ул. Химиков.

## Инфраструктура
В посёлке находится лечебное учреждение — «Острогожский психоневрологический интернат».
Среди предприятий посёлка — ООО «Сельхозтехника» и агрохолдинг «Авангард-Агро».